# Saretto

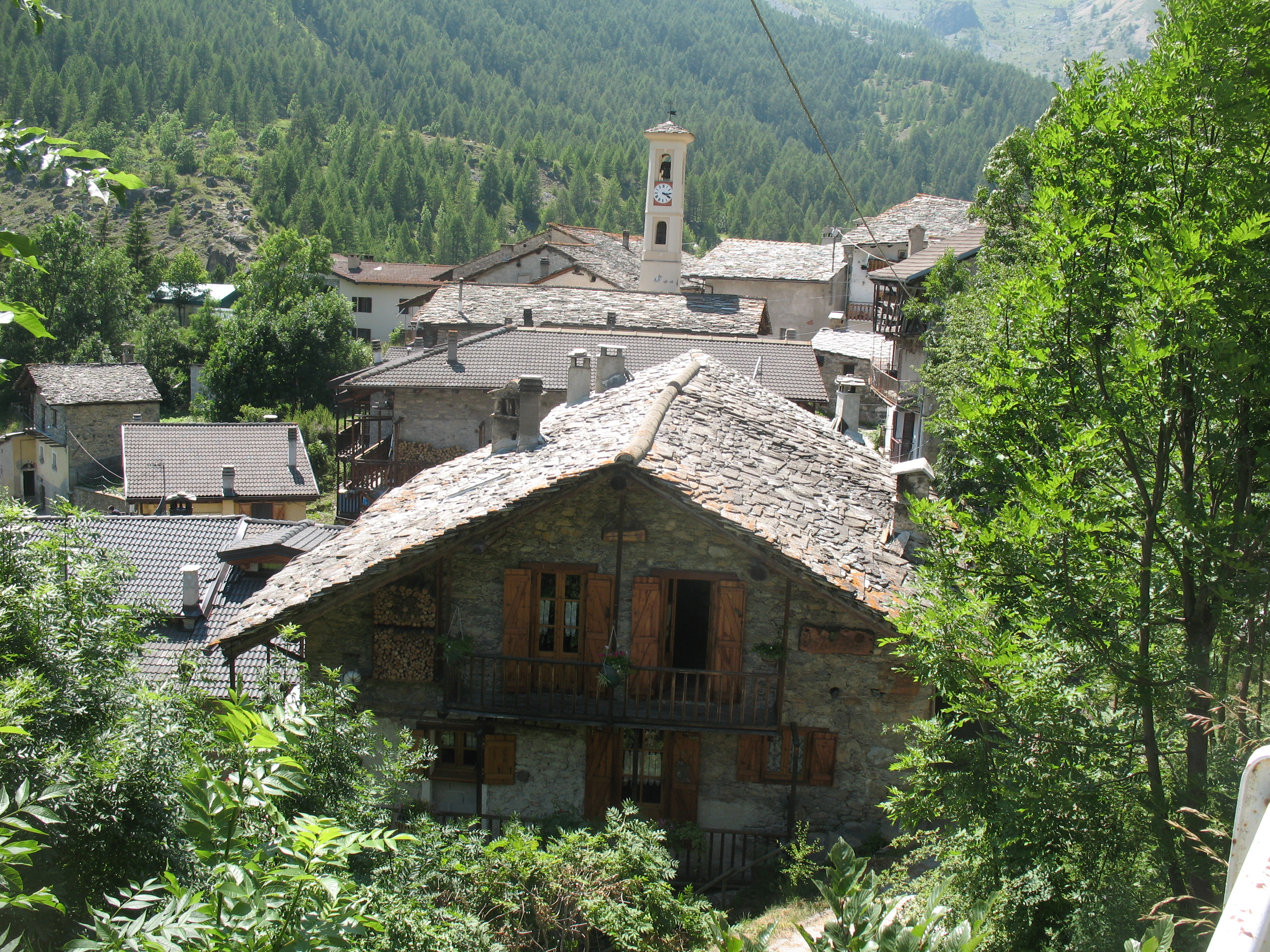
Blick über das Dorf mit seiner Kapelle San Lorenzo, 2017

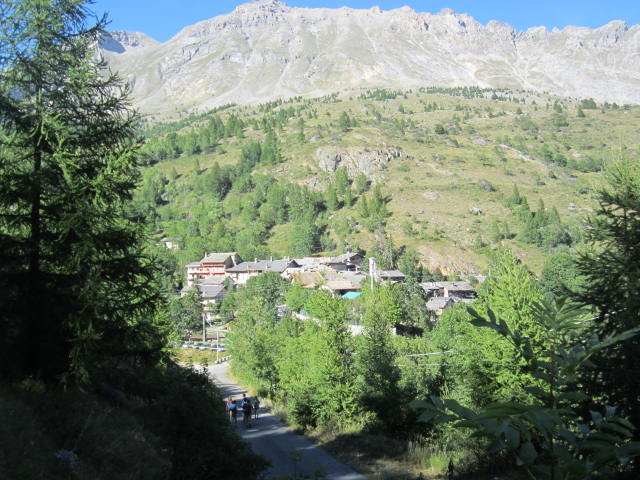
Blick talaufwärts

Saretto, im Okzitanischen Lu Saret, ist ein Dorf im norditalienischen Mairatal südwestlich von Turin. Es handelt sich um eine borgata von Acceglio im obersten Tal. Diese liegt an der Straße von Acceglio nach Chiappera. Saretto liegt 1530 m über dem Meeresspiegel. In einer frazione von Saretto namens Sorgente entspringt der Fluss, der dem Tal den Namen gab, der Maira. Die Kapelle des Dorfes ist San Lorenzo geweiht, doch feiert man dort San Vincenzo.
Der Name geht möglicherweise auf das vorlateinische Wort „serre“ zurück, was dem italienischen ‚alto‘ oder ‚sopra‘ entspricht, womit häufig der höher gelegene Teil eines Ortes bezeichnet wird. Bei dem Ort wurde bis in die 1990er Jahre ein berühmter schwarzer Marmor abgebaut.
1923 hatte der Ort 23 Einwohner, knapp hundert Jahre später zählte er 27.
Eine Hausinschrift erinnert an die sogenannten Patti di Saretto. Im Mai 1944 fand ein Treffen zwischen Vertretern der in den Westalpen aktiven Partisanengruppen und französischen Vertretern der Résistance am 2687 m hohen Col Sautron (12. Mai) und im französischen Barcelonnette statt, dann am 30. Mai in Saretto. Es wurden Vereinbarungen über die Bekämpfung der nationalsozialistischen Herrschaft getroffen.
Unweit des Ortes befinden sich die Seen Lago Visaisa und Apzoi, Wege führen zum Colle delle Munie Richtung Frankreich, dann zum Colle del Ciarbonet-Punta Midia und nach Chiappera. Neben der Grande Traversata delle Alpi finden sich an Wanderwegen der Sentiero Frassati, Roberto Cavallero, dann die verschiedenen Percorsi Occitani.

## Belege
1. ↑  12o censimento generale della popolazione 25 ottobre 1981, Istituto centrale di statistica, 1986, S. 121.
2. ↑  Antoine Champeaux, Paul Gaujac: Le débarquement de Provence. Actes du colloque international organisé les 5, 6 et 7 octobre 2004 à Fréjus, Lavauzelle, 2008, S. 156.